# Kasteel Worb
Kasteel Worb is een kasteel in de Zwitserse plaats Worb in het kanton Bern.

## Geschiedenis en huidige functie
Het kasteel werd in 1130 voor het eerst genoemd en is gebouwd door de freiherren van Worb. Na een brand in 1535 werd het herbouwd. Momenteel is het privébezit en daarom niet toegankelijk voor bezichtigingen.